# Erbach (Hesse)
Pour les articles homonymes, voir Erbach.
Erbach est une ville allemande, chef-lieu de l'arrondissement de l'Odenwald et située en Hesse.
La ville abrite Rowenta, l'unique usine allemande du Groupe SEB.
Erbach est un centre allemand des ateliers d'ivoire. Des sculptures sur l'ivoire et sur l'ambre sont exposées à Deutsches Elfenbeinmuseum Erbach.

## Jumelages
- Pont-de-Beauvoisin (Isère) (France)
- Le Pont-de-Beauvoisin (Savoie) (France)
- Thorigny-sur-Marne (France)